# Цзигуань
Цзигуа́нь (кит. упр. 鸡冠, пиньинь Jīguān) — район городского подчинения городского округа Цзиси провинции Хэйлунцзян (КНР). Экономический центр Цзиси. Название района происходит от находящейся на его территории горы Цзигуаньшань.

## История
Когда в начале XX века в Маньчжурии были установлены структуры гражданского управления, то эти земли оказались под юрисдикцией уезда Мишань (密山县). В 1914 году в уезде были обнаружены залежи угля, и эти места стали активно заселяться.
В 1931 году Маньчжурия была оккупирована японскими войсками, а в 1932 году было образовано марионеточное государство Маньчжоу-го. В сентябре 1941 года эти земли вошли в состав нового уезда Цзинин (鸡宁县).
В 1945 году Маньчжурия была освобождена Советской армией. В 1946 году здесь был образован район Чэнгуань (城关区). В 1948 году из прилегающих к району Чэнгуань деревень и посёлков был образован район Цзигуань (鸡冠区). В 1949 году уезд Цзинин, в состав которого входили районы, был переименован в уезд Цзиси. В 1950 году районы Чэнгуань и Цзигуань были переименованы в Первый район (第一区) и Второй район (第二区). В январе 1956 года Первый район был переименован в посёлок Цзиси, а в мае того же года Второй район был ликвидирован, и вместо него были созданы волости Чэнцзыхэ и Лянцзяцзе. В марте 1957 года посёлок Цзиси был ликвидирован, а вместо него официально создан район Цзигуань городского округа Цзиси. В 1958 и 1964 годах происходило расширение границ района, а в 1970 наоборот, из района Цзигуань был выделен район Чэнцзыхэ.

## Административное деление
Район Цзигуань делится на 7 уличных комитетов и 2 волости.
| № | Название   | Название (кит.)  | Статус          | Население чел. (2010) | На карте                         |
| - | ---------- | ---------------- | --------------- | --------------------- | -------------------------------- |
| 1 | Дунфэн     | 东风街道办事处   | уличный комитет | 62268                 | 45°17′52″ с. ш. 130°57′55″ в. д. |
| 2 | Сишань     | 西山街道办事处   | уличный комитет | 62077                 | 45°17′52″ с. ш. 130°57′55″ в. д. |
| 3 | Наньшань   | 南山街道办事处   | уличный комитет | 60537                 | 45°17′52″ с. ш. 130°57′55″ в. д. |
| 4 | Сянъян     | 向阳街道办事处   | уличный комитет | 50299                 | 45°17′52″ с. ш. 130°57′55″ в. д. |
| 5 | Хунцзюньлу | 红军路街道办事处 | уличный комитет | 43585                 | 45°17′52″ с. ш. 130°57′55″ в. д. |
| 6 | Сицзиси    | 西鸡西街道办事处 | уличный комитет | 30437                 | 45°17′52″ с. ш. 130°57′55″ в. д. |
| 7 | Сицзяо     | 西郊乡           | волость         | 23806                 | 45°19′11″ с. ш. 130°56′48″ в. д. |
| 8 | Хунсин     | 红星乡           | волость         | 23431                 | 45°16′10″ с. ш. 130°57′26″ в. д. |
| 9 | Лисинь     | 立新街道办事处   | уличный комитет | 8945                  | 45°17′52″ с. ш. 130°57′55″ в. д. |